# Бретейль, Луи Никола Лё Тоннелье де
Луи Никола Лё Тоннелье, барон де Бретёйль, барон де Прёйи́ (фр. Louis Nicolas Le Tonnellier, baron de Breteuil, baron de Preuilly; 14 сентября 1648, Монпелье — 24 мая 1728, Париж) — французский придворный Людовика XIV, вводивший в тронный зал послов, отец математика Эмили дю Шатле.

## Биография
Луи Николя Лё Тоннелье де Бретейль родился 14 сентября 1648 года в Монпелье, и был младшим сыном администратора Луи Лё Тоннелье де Бретейль (1609—1685).
Бывший чтец короля, он был отправлен в 1682 году Людовиком XIV к герцогу Мантуанскому в качестве посланника. Его миссия состояла в том, чтобы обеспечить применение тайного договора, подписанного с ним, следить за ним и оценивать шансы Франции в Мантуе и Монферрате.
Отозванный в Париж в 1684 году, он продал свою должность чтеца короля и стал в 1698 году представителем послов. Бретей оставался представителем до 1715 года, когда он продал свою должность за 250 000 фунтов Жозефу Маньи, маркизу де Фуко.
В 1679 году Луи Никола Лё Тоннелье де Бретейль женился на Марии Анне Ле Февр де Комартен.
От добрачной связи с писательницей Анной Ферран (1657—1740) у него родилась дочь 1686 года рождения, которую отдали в монастырь под именем Мишель.
В 1697 году Луи Николя Лё Тоннелье де Бретейль вторично женился на Габриэле Анне де Фруле (1670—1740), дочери солдата Шарля де Фруле (1601—1671). Он был отцом математика и музы Вольтера — Эмили дю Шатле, впоследствии маркизы дю Шатле (1706—1749), которая была замужем за маркизом Флореном Клодом дю Шатле (1695—1765).
Другими детьми были Рене-Александр Лё Тоннелье де Бретейль (1698—1720), Шарль-Огюст Лё Тоннелье де Бретейль (1701—1731) и аббат Элизабет Теодор Лё Тоннелье де Бретейль (1710—1781).
Он стал посредником, когда ещё не был дворянином. В 1699 году он купил землю Прёйи, первого баронства Турени, от которой получил титул. В 1706 году он получил разрешение носить имя де Бретейль отдельно или вместе с именем де Прёйи.
Луи Никола Лё Тоннелье де Бретейль умер 24 мая 1728 года в Париже в возрасте 79 лет.
Среди его внуков были аристократический генерал французской армии и дипломат времён Старого режима Луи Мари Флоран лю Шатле (1727—1793), будущий маркиз дю Шатле и герцог дю Шатле и аристократ, дипломат и государственный деятель Луи Огюст Лё Тоннелье де Бретейль (1730—1807).

## Братья и сёстры
У Луи Никола Лё Тоннелье де Бретейль было 9 братьев и сестёр:
- Франсуа Лё Тоннелье де Бретейль, 1-й маркиз Фонтене-Трезиньи (1638—1705) — государственный советник и финансовый интендант короля Людовика XIV, одним из его сыновей был дворянин и военный министр дважды при Людовике XV Франсуа Виктор Лё Тоннелье де Бретейль[англ.] (1686—1743).
- Антуан Лё Тоннелье де Бретейль[фр.] (1640—1696) — офицер военно-морского флота, аристократ XVII века и командир эскадры при Людовике XIV.
- Шарль Ахилл Лё Тоннелье де Бретейль (1640—1708)
- Луи Лё Тоннелье де Бретейль (1642—1712)
- Луи Лё Тоннелье де Бретейль (род. 1643)
- Жан-Батист Лё Тоннелье де Бретейль (1644—1668)
- Клод Лё Тоннелье де Бретейль[англ.] (1644—1698) — прелат XVII века и епископ Булони.
- Мария Анна Лё Тоннелье де Бретейль (род. 1655)
- Элизабет Лё Тоннелье де Бретейль (род. 1657)

## Внешние ссылки
- https://data.bnf.fr/en/12297549/louis_nicolas_de_breteuil/
- https://isni.oclc.org/cbs/DB=1.2//CMD?ACT=SRCH&IKT=8006&TRM=ISN%3A0000000072468906&TERMS_OF_USE_AGREED=Y&terms_of_use_agree=send&COOKIE=U50,KENDUSER,I28,B0028++++++,SY,NISNI,D1.2,Ed9384080-14,A,H1,,3-28,,30-41,,43-59,,65-70,,74-75,R78.106.40.154,FY
- https://catalogue.bnf.fr/ark:/12148/cb122975492
- https://www.idref.fr/031834213
- https://id.loc.gov/authorities/names/no2009185754.html